# (36597) 2000 QB136
2000 QB136 (asteroide 36597) é um asteroide da cintura principal. Possui uma excentricidade de 0.17907760 e uma inclinação de 3.33712º.
Este asteroide foi descoberto no dia 28 de agosto de 2000 por LINEAR em Socorro.